# Meriem Bidani
Meriem Bidani –en árabe, مريم بداني– (nacida el 7 de julio de 1972) es una deportista marroquí que compitió en taekwondo. Ganó una medalla de oro en el Campeonato Africano de Taekwondo de 1996 en la categoría de –60 kg.

## Palmarés internacional
| Campeonato Africano | Campeonato Africano       | Campeonato Africano | Campeonato Africano |
| Año                 | Lugar                     | Medalla             | Categoría           |
| ------------------- | ------------------------- | ------------------- | ------------------- |
| 1996                | Johannesburgo (Sudáfrica) | Medalla de oro      | –60 kg              |